# Кечмания XL
Кечмания XL (на английски: WrestleMania XL) или Кечмания 40 е четиридесетото pay-per-view събитие от поредицата Кечмания, продуцирано от WWE. Събитието се провежда в две вечери на 6 и 7 април 2024 г. във Филаделфия, Пенсилвания на Линкълн Файненшъл Филд.
Излъчва се чрез pay-per-view (PPV) и видео стрийминг на живо. Това е втората Кечмания, която се провежда в град Филаделфия след Кечмания 15 през 1999 г.

## Обща информация
Кечмания е главното шоу на WWE с PPV и стрийминг на живо, проведено за първи път през 1985 г. Това е първото PPV, продуцирано от компанията, и също така е първото голямо събитие на WWE, достъпно чрез видео стрийминг на живо, когато компанията стартира WWE Network през февруари 2014 г. Това е най-продължителното кеч шоу в историята и се провежда ежегодно между средата на март и средата на април. Заедно с Кралски грохот, Лятно тръшване, Серии Оцеляване и Договорът в куфарчето, това е едно от петте най-големи шоута на компанията за годината, наричани „Големите пет“ и ще включва кечисти от Първична сила и Разбиване. Кечмания е класирана като шестата най-ценна спортна марка в света от Forbes и е описвана като Супербоул на развлекателния спорт. Подобно на Супербоул, градовете наддават за правото да бъдат домакини на годишното издание на Кечмания. Официалната тематична песен за събитието е "Gasoline" от The Weeknd, което отбелязва петата поредна година, в която песен на Weeknd се използва за Кечмания. Рапърът Лил Уейн също е потвърдено, че ще присъства за да изпее нов сингъл.
На 27 юли 2022 г. е обявено, че Линкълн Файненшъл Филд във Филаделфия, Пенсилвания ще бъде домакин на Кечмания 40 на 6 и 7 април 2024 г. Кметът на Филаделфия Джим Кени приветства WWE в града, отбелязвайки икономическия тласък от гостуващите фенове. Логото на събитието е разкрито на 8 октомври 2022 г. по време на предварителната изложба на Екстремни правила в близкия Уелс Фарго Център. Тематиката включва Камбаната на свободата и цветовете на Филаделфия Ийгълс, както и римски цифри за първи път след Кечмания XXX през 2014 г., като по този начин официално стилизира заглавието като Кечмания XL. Билетите за събитието са пуснати в продажба на 18 август 2023 г. Над 90 000 билета са продадени през първия ден и за двете вечери, счупвайки рекорда на WWE, поставен от предходната Кечмания.
От януари 2023 г. има спекулации, че WWE е обявена за продажба. Часове преди началото на Кечмания 39 Втора вечер, CNBC съобщава чрез множество източници, че сделката между WWE и Endeavour, компанията майка на Ultimate Fighting Championship (UFC) чрез Zuffa е неизбежна. Сделката включва сливане на WWE с UFC в нова публично търгувана компания, като Endeavour притежава 51% дял. Продажбата е потвърдена на следващия ден, 3 април 2023 г. и е финализирана на 12 септември, като WWE се слива с UFC, за да станат подразделения на TKO Group Holdings. Кечмания XL от своя страна е първата проведена Кечмания, в която WWE не е притежавана и контролирана от семейство Макмеън, и впоследствие първата Кечмания под управата на TKO.
Кечмания XL се излъчва на живо по традиционното PPV по целия свят. Освен това е налична за предаване на живо в Peacock в Съединените щати, Disney+ Hotstar в Индонезия, Disney+ във Филипините, Binge в Австралия, Abema в Япония, SonyLIV в Индия и WWE Network във всяка друга страна. През януари 2024 г. WWE обявява, че от януари 2025 г. за всяка страна, която все още има WWE Network, услугата ще бъде прекратена, а цялото съдържание на WWE ще бъде ексклузивно в Netflix. Това прави Кечмания XL последната Кечмания предавана по WWE Network.

## Обявени мачове

### Първа вечер
| №                                         | Резултати | Правила | Време |
| ----------------------------------------- | --- | --- | ----- |
| 1                                         | Рия Рипли (ш) поб. Беки Линч чрез туш | Индивидуален мач за Световната титла при жените | 17:05 |
| 2                                         | Сами Зейн поб. Гюнтер (ш) чрез туш | Индивидуален мач за Интерконтиненталната титла на WWE | 15:30 |
| 3                                         | Страхотната истина (Миз и Ар Труф) и A-Town Down Under (Остин Тиъри и Грейсън Уолър) поб. Денят на Страшния съд (Фин Балър и Деймиън Прийст) (ш), DIY (Джони Гаргано и Томасо Чампа), Новият ден (Кофи Кингстън и Ксавиер Уудс) и New Catch Republic (Пийт Дън и Тайлър Бейт) | Шесторен отборен мач със стълби за Безспорните отборни титли на WWE И двете титли под банера Безспорни отборни титли (Първична сила и Разбиване трябва да бъдат свалени от стълбата, за да приключи мачът, което прави възможно титлите да да бъдат разделени между два отбора победители.                            | 17:25 |
| 4                                         | Джей Усо поб. Джими Усо чрез туш | Индивидуален мач | 11:05 |
| 5                                         | Бианка Белеър, Джейд Каргил и Наоми поб. Damage CTRL (Дакота Кай, Аска и Каири Сейн) чрез туш | Отборен мач по тройки | 8:05  |
| 6                                         | Латино световен ред (Рей Мистерио и Андраде) поб. Сантос Ескобар и "Мръсния" Доминик Мистерио чрез туш | Отборен мач | 11:05 |
| 7                                         | Кръвната линия (Скалата и Роман Рейнс) (с Пол Хеймън) поб. Коуди Роудс и Сет "Откачалката" Ролинс чрез туш | Отборен мач След като Скалата и Рейнс печелят, мачът за титлата от втората вечер ще се проведе при Правила на Кръвната линия. Ако Роудс и Ролинс бяха спечелили, всички членове на Кръвната линия щяха да бъдат изгонени от ринга по време на мача за Безспорната универсална титла на WWE по време на втората вечер. | 44:35 |
| - (ш) – указва шампиона/шампионите в мача | | |       |

### Втора вечер
| №                                         | Резултати | Правила | Време |
| ----------------------------------------- | --- | --- | ----- |
| 1                                         | Дрю Макинтайър поб. Сет "Откачалката" Ролинс (ш) чрез туш | Индивидуален мач за Световната титла в тежка категория                                                          | 10:30 |
| 2                                         | Деймиън Прийст поб. Дрю Макинтайър (ш) чрез туш | Индивидуален мач за Световната титла в тежка категория Това е мач за титлата от договора в куфарчето на Прийст. | 0:09  |
| 3                                         | Бейли поб. Йо Скай (ш) чрез туш | Индивидуален мач за Титлата при жените на WWE                                                                   | 14:20 |
| 4                                         | Ел Ей Найт поб. Ей Джей Стайлс чрез туш | Индивидуален мач                                                                                                | 12:25 |
| 5                                         | Логан Пол (ш) (с IShowSpeed) поб. Ренди Ортън и Кевин Оуенс | Тройна заплаха за Титлата на Съединените щати на WWE                                                            | 17:40 |
| 6                                         | Гордостта (Боби Лешли, Уличните печалби (Анджело Доукинс и Монтез Форд) (с Би Фаб) поб. Последният завет (Карион Крос, Акам и Резар) (със Скарлет Бордо и Пол Елеринг) | Троен отборен филаделфийски уличен бой Бъба Рей Дъдли е специален гост съдия.                                   | 8:35  |
| 7                                         | Коуди Роудс поб. Роман Рейнс (ш) (с Пол Хеймън) чрез туш | Правила на Кръвната линия мач за Безспорната универсална титла на WWE                                           | 33:25 |
| - (ш) – указва шампиона/шампионите в мача | | |       |